# Championa badeni
Championa badeni är en skalbaggsart som beskrevs av Bates 1892. Championa badeni ingår i släktet Championa och familjen långhorningar. Inga underarter finns listade i Catalogue of Life.